# Steinunn Valdís Óskarsdóttir
Steinunn Valdís Óskarsdóttir is een IJslands politica en voormalig burgemeester van Reykjavik. Ze was burgemeester van 30 november 2004 tot 13 juni 2006, dit ambt nam ze over van Þórólfur Árnason. Steinunn is lid van de sociaaldemocratische partij Alliantie.
Op 24 mei 2010 maakte ze bekend af te treden als parlementslid, dit deed ze nadat er controverse was ontstaan over de financieringen van haar campagne. Ze had 13 miljoen IJslandse kroon (+/- 81.000 euro) aangenomen voor haar campagne tot gemeenteraadslid van Reykjavik en parlementslid van het Alding, het IJslandse parlement. Zelf verklaarde ze het geld nodig te hebben gehad voor de campagne omdat ze niet uit een rijke familie afkomstig is. Maar ondertussen werd de roep om haar aftreden steeds luider en besloot ze de eer aan haar zelf te houden en af te treden. Ze hoopte door haar aftreden verzoening met de maatschappij te bewerkstelligen.
- Virtual International Authority File: 9343152140011311100004